# Если парни всего мира...
«Если парни всего мира…» (фр. Si tous les gars du monde) — чёрно-белый художественный фильм производства «Фильм Ариан» (фр.), «Фильмсонор», «Синетель» (Франция) по одноимённому роману Жака Реми (фр.), вышедший на экраны в 1956 году.

## Сюжет
На борту французского рыболовецкого траулера «Лютеция» двенадцать рыбаков ведут промысел в Норвежском море. Пообедав ветчиной домашнего приготовления, они один за другим тяжело заболевают. Штатная судовая радиостанция вышла из строя, капитан расчехляет свою собственную любительскую рацию и посылает сигнал бедствия на любительском диапазоне. На вызов отвечает радиолюбитель-коротковолновик из французской колонии в Того. Он зовет к микрофону местного врача, и тот заочно ставит диагноз — ботулизм. Нужно срочно ввести больным антитоксическую сыворотку, а получить её можно лишь в Пастеровском институте в Париже. В спешную спасательную операцию оказываются вовлечены множество незнакомых друг другу людей: парижский электрик-радиолюбитель, вдова известного французского инфекциониста, экипаж самолёта «Эр Франс», польская стюардесса, слепой радиолюбитель из Мюнхена — ветеран войны, его дочь и её жених — сержант ВВС США, американский военный авиадиспетчер в Западном Берлине, советский офицер в Восточном Берлине, пилоты норвежского спасательного самолёта. Действовать по официальным каналам и соблюдать формальности нет времени: не позже чем через 12 часов спасительное лекарство должно попасть из Парижа на дрейфующий в море траулер.
Тем временем на борту траулера, кроме повальной болезни, разгорается другая беда: алжирец Мохаммед один из всех не заболел (он мусульманин и поэтому не ел свинину), и его готовы обвинить в отравлении коллег-французов. Дело едва не доходит до расправы.
Поддерживая связь на любительских частотах, преодолевая трудности и недоразумения, коробку с сывороткой передают из рук в руки через пол-Европы из Франции в Норвегию. Норвежский самолёт с трудом отыскивает в море уже неуправляемую «Лютецию», сбрасывает посылку на парашюте, но ветер относит её в сторону. Товарищей спасает Мохаммед, он бросается в холодную воду и вылавливает коробку.

## Авторы сценария
- Жак Реми
- А.-Ж. Клузо
- Кристиан-Жак
- Жан Ферри
- Жером Жероними

## Съёмочная группа
- Робер Жис — художник
- В. Р. Сивель — звукооператор

## В ролях
| Актёр                | Роль                   |
| -------------------- | ---------------------- |
| Андре Вальми         | Ле Геллек              |
| Жан Гавен            | Жос                    |
| Дуду-Бабе            | Мохаммед               |
| Жорж Пужули          | Бенж                   |
| Бернар Деран         | Сен-Савен              |
| Жак Дери             | Ален                   |
| Пьер Латур           | Гийом                  |
| Анри Марк            | Франсуа                |
| Жан Саблон           | матрос                 |
| Шарль Жарель         | Мич                    |
| Элен Пердриер        | Кристин Ларжо          |
| Марк Кассо           | Марсель                |
| Клод Сильвен         | Тотош                  |
| Жан-Луи Трентиньян   | Жан-Луи                |
| Andrex (Андре Жобер) | доктор Лажариг         |
| Ив Бренвиль          | доктор Жегу            |
| Жан Кларио           | Рири                   |
| Мимо Билли           | Альберто               |
| Пьер Жута            | Янн                    |
| Жан Доран            | Ив                     |
| Матиас Виманн        | Карл                   |
| Питер Уокер          | Джонни                 |
| Эбб Мо               | Олаф                   |
| Гарди Гранасс        | Герта Баумайстер       |
| Матиас Виман         | Карл Баумайстер        |
| Маргарет Рунг        | польская стюардесса    |
| Диана Бель           | французская стюардесса |
| Камиль Фурнье        | мать Бенжа             |
| Константен Непо      | советский капитан      |
| лейтенант Жийяр      | норвежский пилот       |
| Роже Дюма            | Жан-Пьер               |

## Дублирование
Фильм дублирован на русский язык в 1957 году на Московской киностудии имени М. Горького.
- И. Щипанов — режиссёр дубляжа
- Л. Канн — звукооператор дубляжа

Роли дублируют:
- А. Алексеев — Геллек
- М. Ульянов — Жос
- Ю. Кротенко — Бенж
- А. Кельберер — Карл
- В. Тихонов — Жан-Луи
- И. Карташёва — Кристина

## Литературная основа
- Реми, Жак. Если парни всего мира… : Дневник коллективных действий, связанных с одним событием. — М. : Художественная литература, 1957. — (Зарубежный роман XX века).
- Реми, Жак. Если парни всего мира… : Киносценарий / Перевод с французского Ю. Л. Шер. — М. : Искусство, 1957. — (Библиотека кинодраматургии).

Сюжет фильма значительно отличается от романа Ж. Реми. В романе помощи требуют шведские рыбаки, один из них занес на борт тропическую лихорадку.